# Paraliochthonius mexicanus
Espèce
Paraliochthonius mexicanus est une espèce de pseudoscorpions de la famille des Chthoniidae.

## Distribution
Cette espèce est endémique du Jalisco au Mexique. Elle se rencontre vers La Manzanilla.

## Étymologie
Son nom d'espèce lui a été donné en référence au lieu de sa découverte, le Mexique.

## Publication originale
- Muchmore, 1972 : The pseudoscorpion genus Paraliochthonius (Arachnida, Pseudoscorpionida, Chthoniidae). Entomological News, vol. 83, p. 248–256.